# Peelo

De locatie van Peelo in Assen

Peelo is tegenwoordig een woonwijk in de stad Assen, provincie Drenthe (Nederland). Het ligt in het noordelijke gedeelte van de Drentse hoofdstad, aan de westkant van de provinciale weg Peelo.
De wijk werd vanaf de zeventiger jaren van de twintigste eeuw gebouwd op de Peeler Es, het akkercomplex van de buurschap Peelo, en de ten noorden daarvan gelegen heidevelden, het Peeler veld. Vanaf het begin van de jaartelling woonden er mensen in Peelo. Tussen de eerste eeuw en de negende eeuw lagen de boerderijen op de hoogte van de latere Peeler Es. In de negende eeuw verplaatste men de boerderijen wat verder dan men voorheen gedaan had, en kwam de bebouwing in het lagere gebied aan de oostzijde terecht.
Ten oosten van de Peeler Es lag dus vanaf de negende eeuw de buurschap Peelo (Pithelo), in de twintigste eeuw bestaand uit twee forse boerderijen en wat overige bebouwing. Deze buurschap werd in bebouwing ingesloten bij de bouw van de wijk Marsdijk. Een van beide boerderijen werd geschikt gemaakt voor bewoning; de ander wachtte nog op restauratie, maar ging bij een (aangestoken) brand in de zomer van 2006 verloren.
In de wijk staat een aantal scholen, een klein winkelcentrum en een wijkvereniging Peeler-Marke, dat huist in 't Markehuus. Ten westen van de wijk ligt de weg naar de buurtschap Ter Aard, en ten noorden het bedrijventerrein Peelerpark. De wijk bevat ook een openbare ijsvereniging inclusief ijsbaan, waar jaarlijks veel mensen komen te schaatsen. In september 2015 werd de eerste kerk in de wijk geopend: het Noorderlicht. Dit is het nieuwe kerkgebouw van de gkv Assen-Peelo. Deze kerkelijke gemeente heeft de voormalige bibliotheek gekocht en omgebouwd tot kerk. De wijk had in 2021 een populatie van 6490 inwoners.

## Geologie
De Formatie van Peelo is genoemd naar Peelo. Het is een geologische formatie die gevormd is tijdens en na het Elsterien, een ijstijd die duurde van 465 duizend jaar tot 418 duizend jaar geleden.